# ジェリー・マーチ
ジェリー・マーチ(Jerry March、1929年8月1日 - 1997年12月25日)は、アメリカ合衆国の有機化学者であり、アデルファイ大学の化学の教授を務めた。マーチは、大学院レベルの有機化学のテキストとして評価の高いMarch's Advanced Organic Chemistryを著した。この本は、マーチの死去の時点で第5版の準備がされていた。

## 生涯
マーチは、1929年にニューヨークのブルックリン区で生まれた。1951年にニューヨーク市立大学シティカレッジで学士号、1953年にニューヨーク市立大学ブルックリン校で修士号、1956年にペンシルベニア州立大学で博士号を得た。その後、41年間に渡り、アデルファイ大学で教鞭をとった。
1997年に膵癌のために死去し、マイケル・B・スミスが彼の仕事を引き継いだ。